# Bonnierkoncernen
För andra betydelser, se Bonnier (olika betydelser).

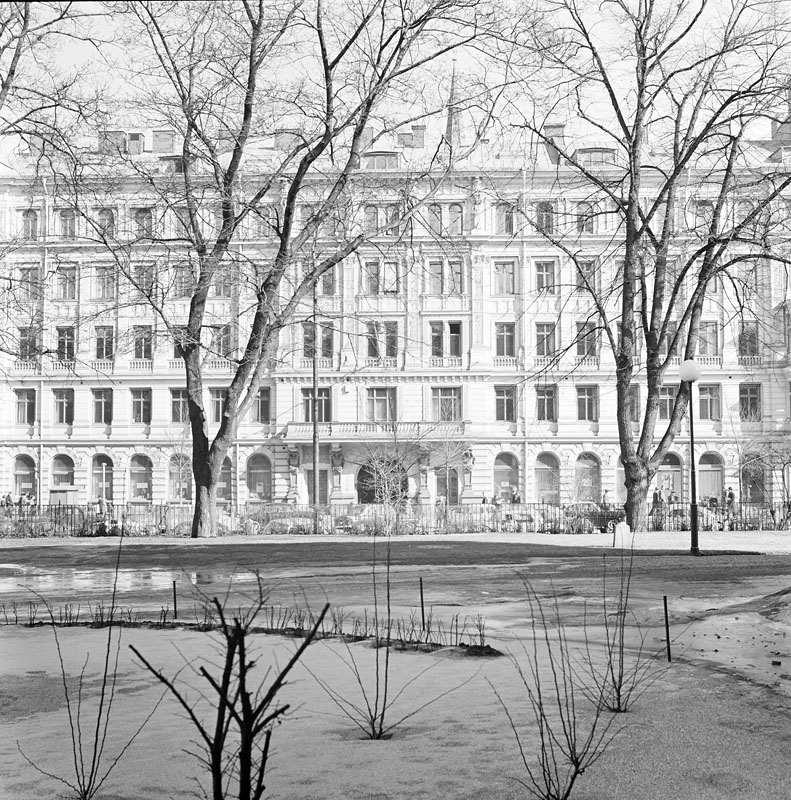
Bonnierhuset, Sveavägen 56 i Stockholm

Bonnierkoncernen eller Bonnier Group är en familjeägd koncern och mediekonglomerat med sin bas i Sverige. Moderbolag är Albert Bonnier AB, och bland andra ingående bolag som emellanåt får ge namn åt koncernen märks Bonnier Group Aktiebolag och Bonnier AB.
Bonnierkoncernen har sin bakgrund i Albert Bonniers Förlag som grundades av Albert Bonnier 1837, och ägandet ligger alltjämt hos medlemmar ur släkten Bonnier.
Bonnierkoncernen har idag verksamhet i 16 länder med tonvikt på norra Europa, och innefattar i dagsläget cirka 175 företag. Bland dessa märks Dagens Nyheter, Expressen, GT, Kvällsposten, Sydsvenskan, Helsingborgs Dagblad, Dagens industri, Bonnier Tidskrifter, Svensk Filmindustri och Mittmediakoncernen. Under 2019 såldes TV4-Gruppen samt MTV Oy till Telia.

## Historia
Albert Bonniers Förlag grundades redan 1837. Den första bok som förlaget gav ut hette Bevis att Napoleon aldrig har existerat. Boken trycktes av Nordströmska boktryckeriet och kostade 4 skilling banco i häftad utgåva. Den var på 32 sidor och liten till formatet, endast 7 centimeter bred och 11 centimeter hög. Boken var en parodi och använde i sin bevisföring samma typ av argument som de skrifter som ville dra Jesu historiska existens i tvivelsmål.
Albert Bonniers son Karl Otto Bonnier utvecklade förlaget till ett av Sveriges ledande, med författare som Strindberg, Heidenstam och Lagerlöf. I samband med att förlagets ägande övergick till Karl Ottos söner, främst Tor och Åke, förvärvades 1929 Åhlén och Åkerlund, vilket blev starten för en diversifiering till veckotidningar och så småningom även dagstidningar, serietidningar, film och TV.
I början av 1950-talet stod Bonnierkoncernen i huvudsak på tre ben, förlagsverksamheten samt utgivning av tidskrifter och dagstidningar. Förlagsverksamheten var i huvudsak kopplad till Albert Bonniers Förlag, tidskriftsverksamheten skedde genom Åhlén & Åkerlund, och de dagstidningar koncernen hade stora ägarintressen i var Dagens Nyheter och Expressen. Utöver detta fanns även en mindre industrirörelse med företag som var knutna vertikalt till medieverksamheten. Under slutet av 1940-talet och början av 1950-talet breddades denna industrirörelse, så att koncernen blev mer diversifierad. Bonnierföretagen omsatte 123 miljoner kronor år 1954, hade 3 418 anställda och ett aktiekapital på 1 miljon kronor.

## Organisation

### Ägare
Koncernens ägare består huvudsakligen av ättlingar till tre av Karl Otto Bonniers sex barn.

### Ledning
Styrelseordförande är Carl-Johan Bonnier medan Tomas Franzén sedan 2013 är vd.

### Affärsområden
- Bonnier Books - innefattar bokförlag, bokklubbar och bokförsäljning i Sverige (Bonnierförlagen), Norge, Finland, Storbritannien, Frankrike, USA, Tyskland, England, Australien och Polen.
- Bonnier Publications – tidskriftsförlag i Sverige, Danmark och Norge.
- Bonnier Corp – tidskriftsförlag i USA.
- Bonnier Business to Business – innefattande fack- och affärspress såsom Resumé och Veckans Affärer samt e-learning, Dagens Medicin och ett tiotal östeuropeiska affärstidningar.
- Bonnier News - samlar de svenska dagstidningarna Dagens Nyheter, Expressen, GT, Kvällsposten, Sydsvenskan, Helsingborgs Dagblad och Dagens Industri samt magasinen i Bonnier Magazines & Brands, tryckeriverksamheten Bold Printing Stockholm och Bonnier News Local som samlar flera lokala dagstidningar i Sverige.
- Bonnier Capital - Inkluderar Spoon och KIT och har investeringar i bland andra Acast, FLX, Natural Cycles, Trickle och Resolution Games.

## Samarbete med högskolor och universitet
Företaget är en av de främsta medlemmarna, benämnda Capital Partners, i Handelshögskolan i Stockholms partnerprogram för företag som bidrar finansiellt till Handelshögskolan i Stockholm och nära samarbetar med den vad gäller utbildning och forskning.

## Bildgalleri

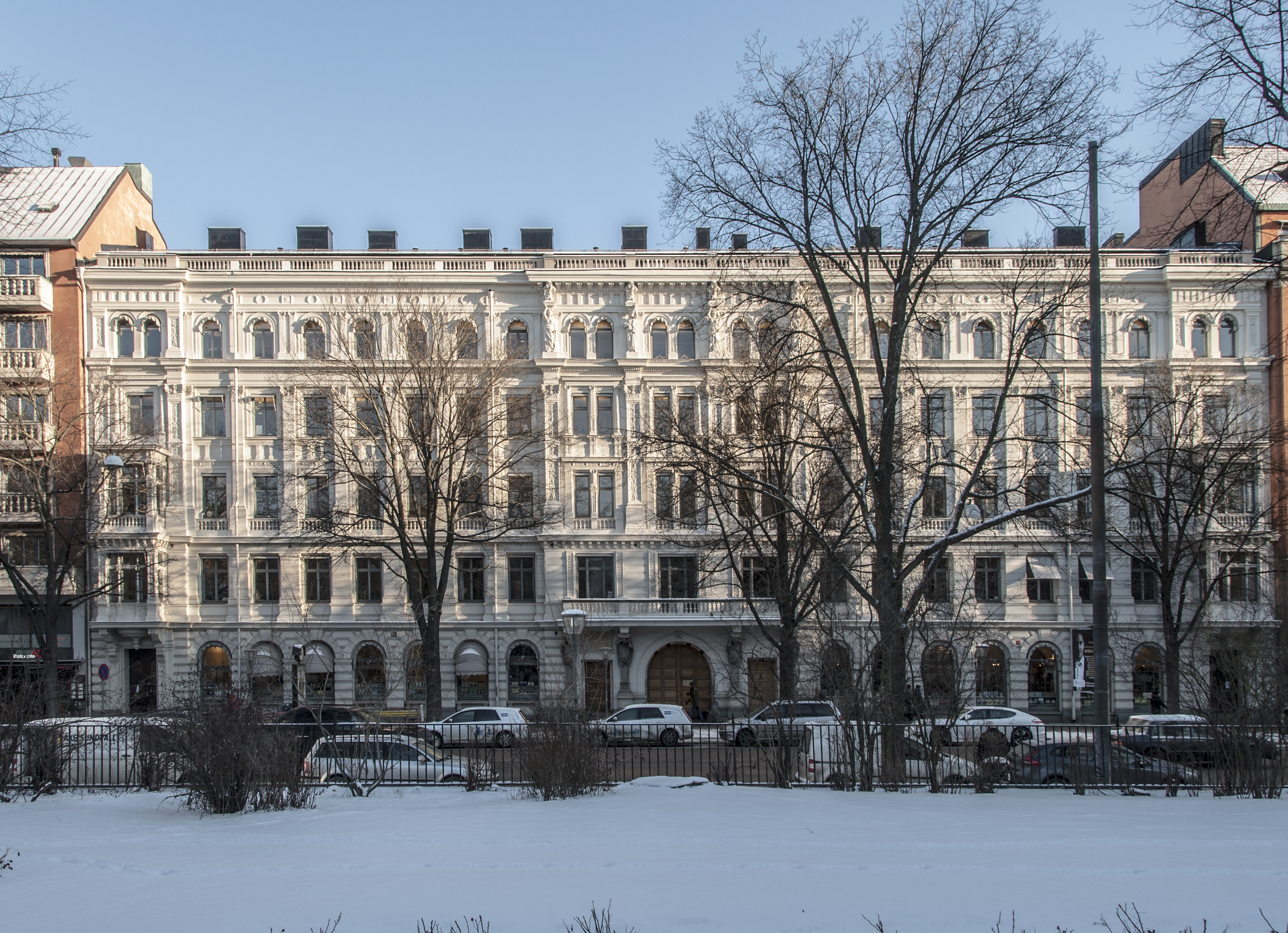
Bonnierhuset, Sveavägen
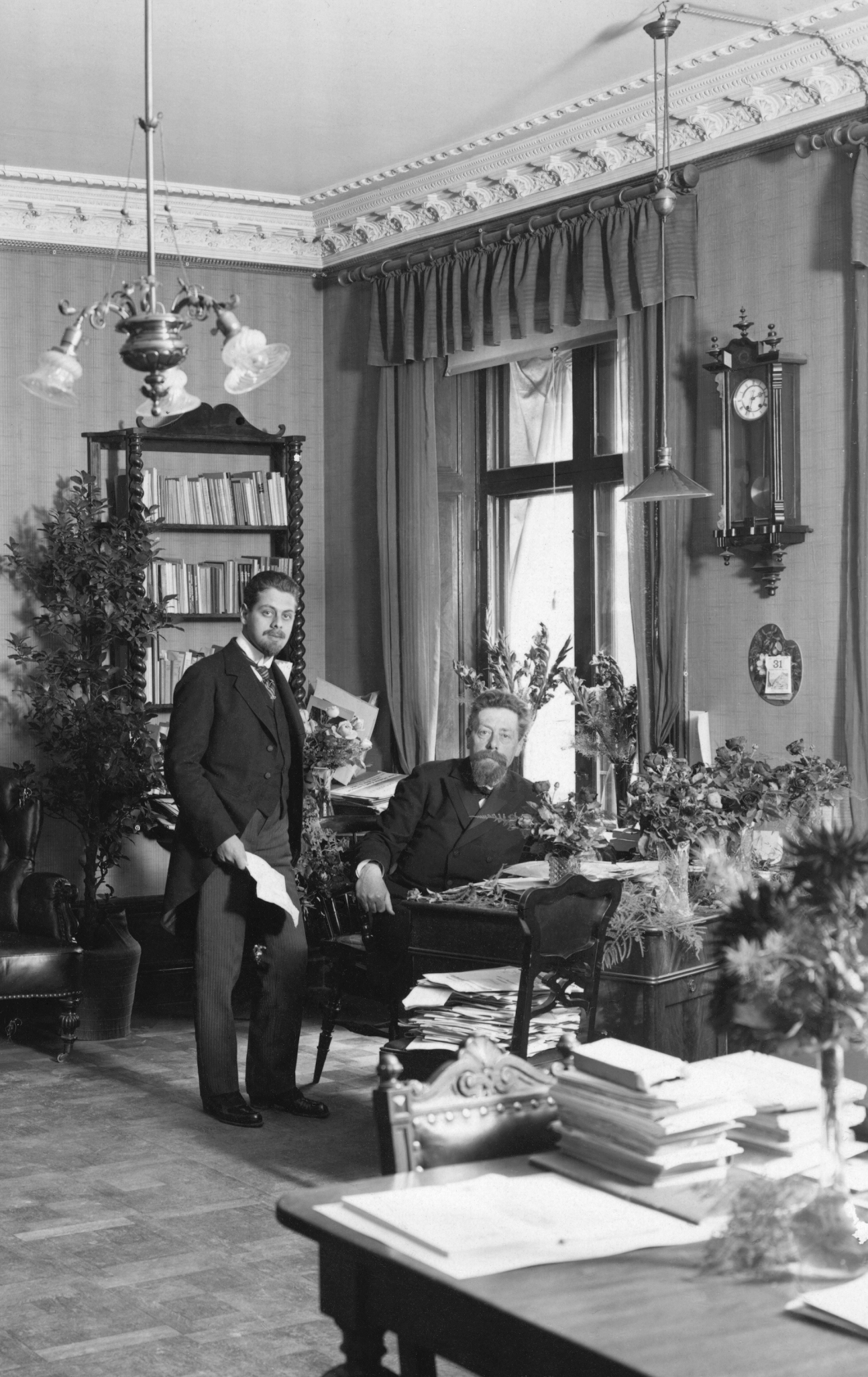
Tor och Karl Otto Bonnier på förlagets sjuttiofemårsdag 1912
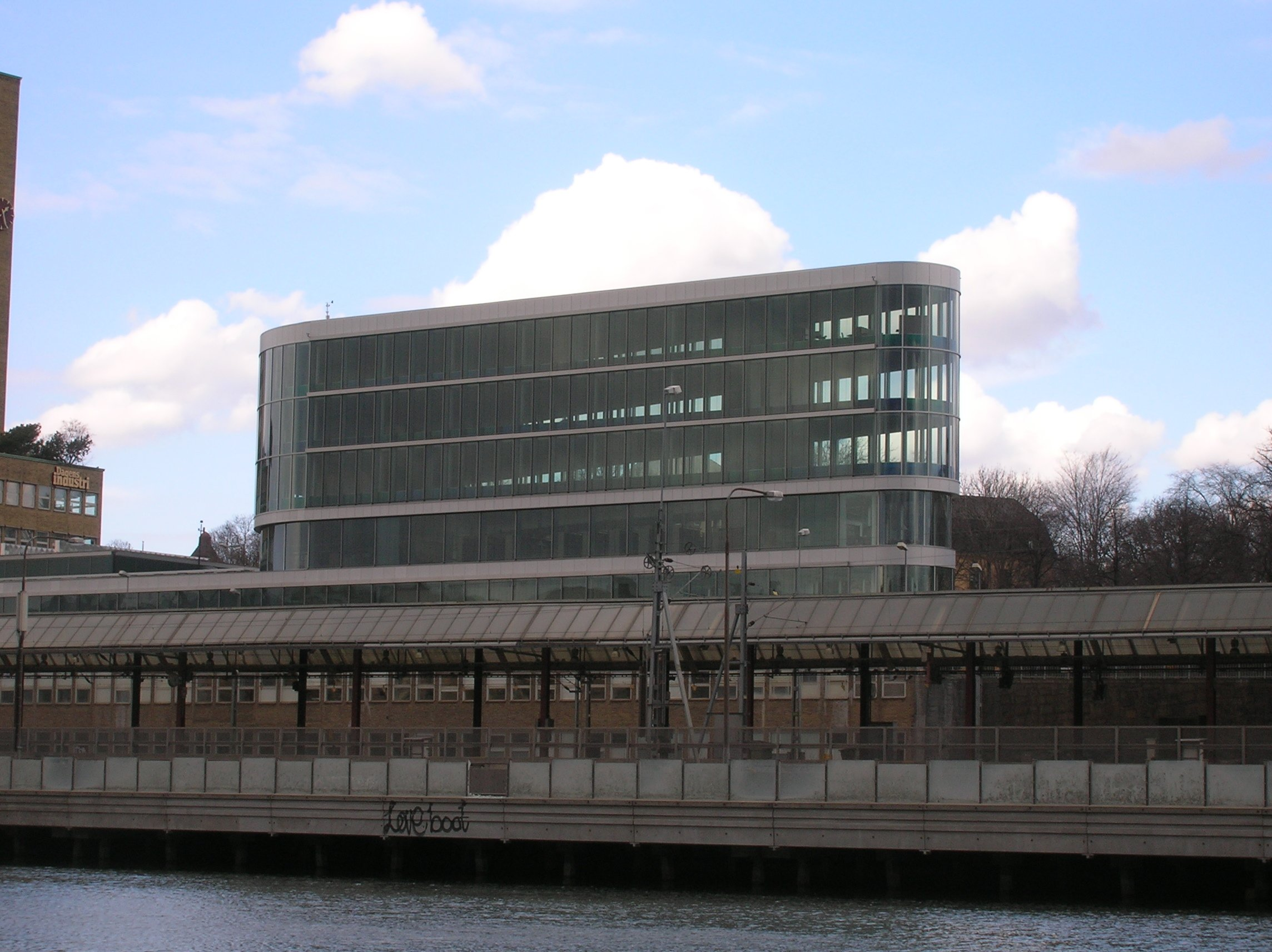
Bonniers Konsthall öppnades 2006.
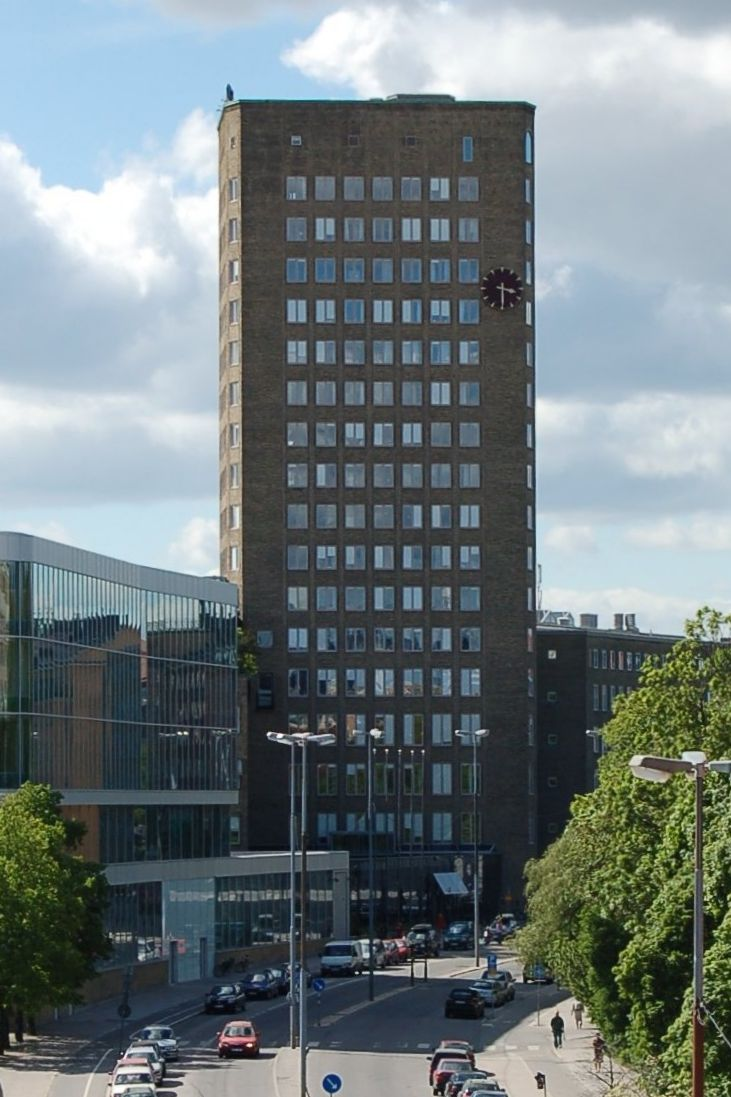
Bonnierhuset på Torsgatan i Stockholm.
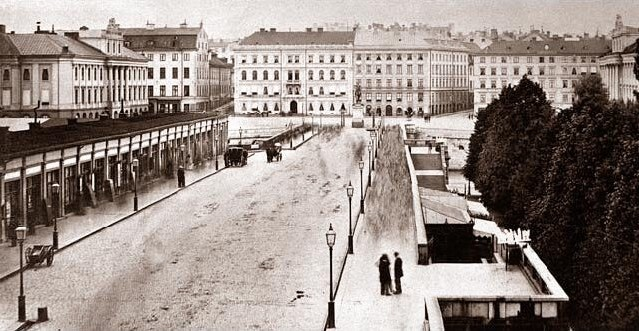
Norrbrobasaren med Adolf Bonniers boklåda till vänster, ca 1870.
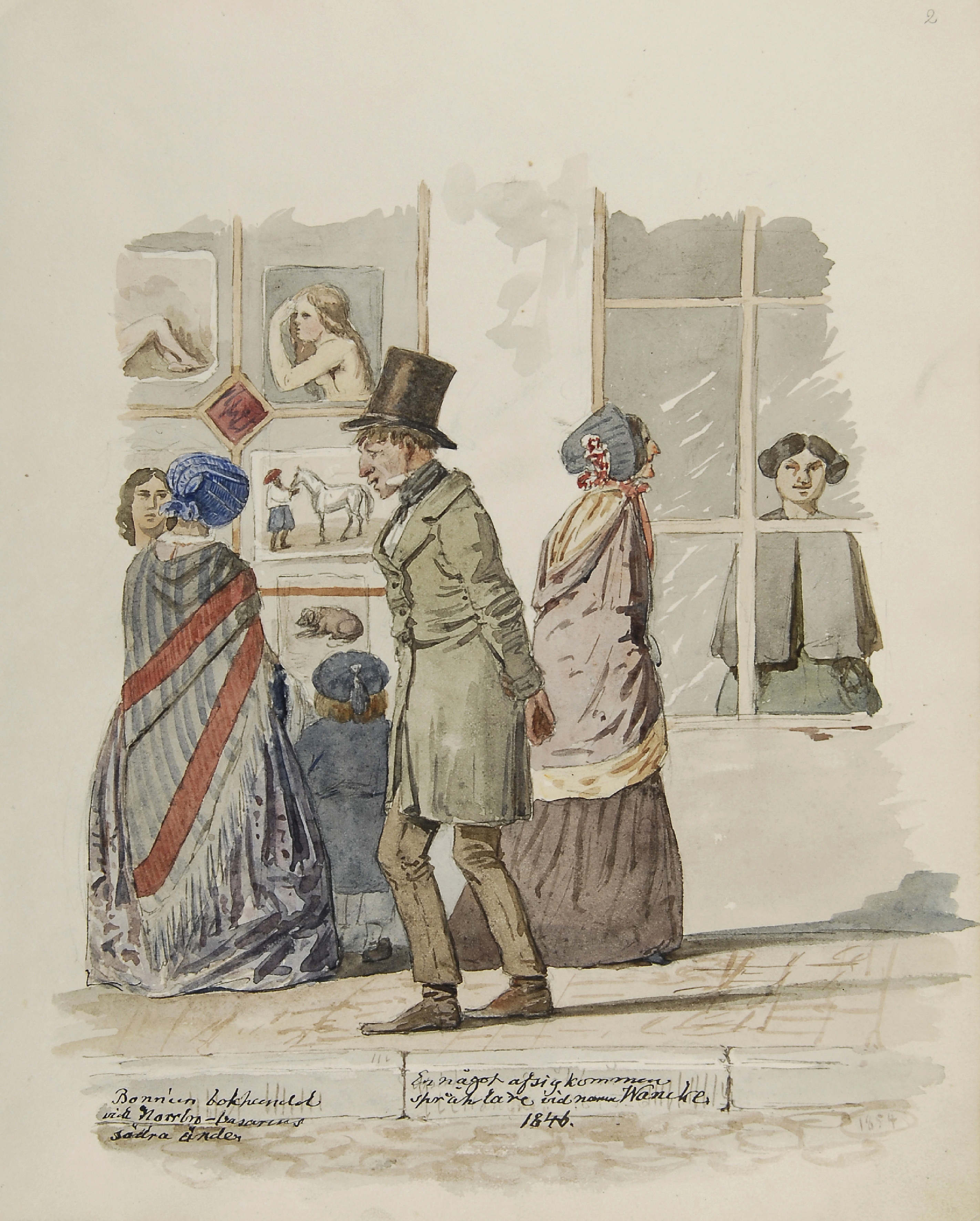
Adolf Bonniers boklåda, ca 1854.